# Hilda Petrie

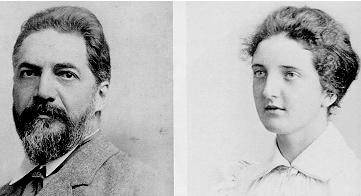
Flinders und Hilda Petrie 1897

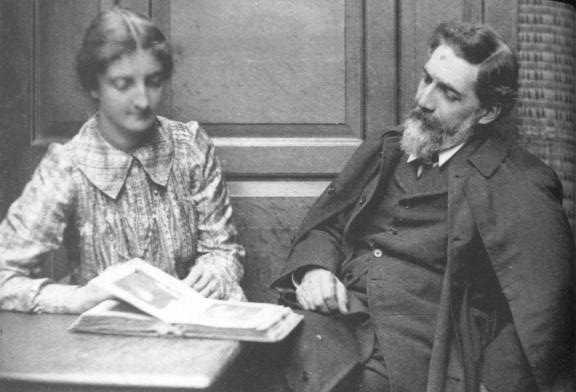
Flinders und Hilda Petrie 1903

Hilda Petrie, geborene Hilda Mary Isobel Urlin (* 8. Juni 1871 in Dublin; † 23. November 1956 in London) war eine britische Ägyptologin und langjährige Mitarbeiterin ihres Ehemannes Flinders Petrie.
Die Familie von Hilda Urlin war mit dem Geologen und Paläontologen Harry Govier Seeley befreundet, auf den die heutige Systematik der Dinosaurier zurückgeht. Die Bekanntschaft mit Seeley weckte ihr Interesse an Ausgrabungen und Geologie. Sie besuchte bei ihm Kurse in Geologie am King’s College for Women in London und erlernte das Zeichnen. Von dem Maler Henry Holiday wurde sie 1896 an das University College London vermittelt, wo sie als Zeichnerin den Ägyptologen Flinders Petrie bei der Darstellung ägyptischer Kleidung für eine Publikation unterstützen sollte. Beide freundeten sich an und hielten brieflich Kontakt in der folgenden Grabungssaison, die Petrie wieder in Ägypten verbrachte.
Zurück in Großbritannien hielt Petrie im Jahr darauf um Hilda Urlins Hand an. Sie zögerte zunächst, da Petrie 18 Jahre älter war als sie, nahm jedoch den Antrag schließlich an. Die beiden heirateten am 29. November 1896. Hilda Petrie nahm von nun an an allen Forschungsreisen ihres Mannes teil. Nur während ihrer beiden Schwangerschaften hielt sie sich für längere Zeit in England auf. Schnell wurde Hilda Petrie zu einer wichtigen Mitarbeiterin ihres Mannes. Sie unterstützte ihn als Zeichnerin und Fotografin wie auch später als Ausgräberin. Obwohl sie selbst kaum mit eigenen Forschungen hervortrat und sich im Hintergrund hielt, wurde Flinders Petrie nicht müde, die Leistungen seiner Frau zu würdigen. Das Paar unterschied sich nicht nur in dieser Tatsache von anderen Archäologenpaaren jener Zeit, wie Sarah und Giovanni Battista Belzoni, Tessa und Mortimer Wheeler, Katharine und Leonard Woolley oder Max Mallowan und Agatha Christie. Hilda Petrie nahm auch die Strapazen auf sich, die das Ausgräberleben mit sich brachte, was erwähnenswert ist, weil Petrie wegen seiner spartanischen Lebensführung geradezu berüchtigt war. Die Petrie-Biografin Margaret S. Drower kommentierte Hilda Petries Leistungen mit der Aussage „Niemals hatte ein Feldarchäologe eine so ideale Ehefrau“. Ihre eigene Arbeit beschrieb Hilda Petrie einmal so:

“Half a day’s excavation brings in fragments enough to take three of us several days’ time to mark up, classify, draw, photograph, and otherwise work over. It takes much of each day to group and sort these fragments: the fitting is often a great puzzle.”

„Die Ausbeute eines halben Grabungstages ergibt so viele Fragmente, dass drei von uns mehrere Tage damit beschäftigt sind diese zu reinigen, klassifizieren, zeichnen, fotografieren und andere Arbeiten zu verrichten. Es braucht viel Zeit eines Tages um die Fragmente zu sortieren und zu ordnen: das Zusammenfügen ist oft ein großes Puzzle.“

1902/03 leitete Hilda Petrie die Ausgrabungen am Osireion in Abydos, bei denen auch Margaret Alice Murray und die Künstlerin F. Hansard mitarbeiteten. Es dürfte sich um eine der ersten Ausgrabungen gehandelt haben, die unter rein weiblicher Leitung stand. Später sollte Hilda Petrie noch mehrfach mit Murray zusammenarbeiten. Zur Publikation ihres Mannes über das Grab des Pharaos Wadji trug Hilda Petrie ein Kapitel bei. Als ihr Mann 1926 Ägypten verließ, folgte sie ihm nach Palästina. Insgesamt verbrachte das Paar zusammen etwa 50 Jahre in Ägypten und dem Nahen Osten. 1931 widmete Petrie seine Autobiografie Seventy Years in Archaeology seiner Frau. Nach Flinders Petries Tod brachte Hilda Petrie seine Manuskripte zum Druck und vermittelte seine Bibliothek an den Sudan Antiquities Service in Khartum.

## Schriften
- Egyptian Hieroglyphs of the first and second dynasties, drawn by Hilda Petrie, Quaritch, London 1927
- Seven Memphite tomb chapels, Inscriptions by Margaret A[lice] Murray. Drawings by F. Hansard, F. Kingsford, and L. Eckenstein. Drawings and plans by H. F. Petrie, British School of Egyptian Archaeology and Quaritch, London 1952